# Herbert Wessel

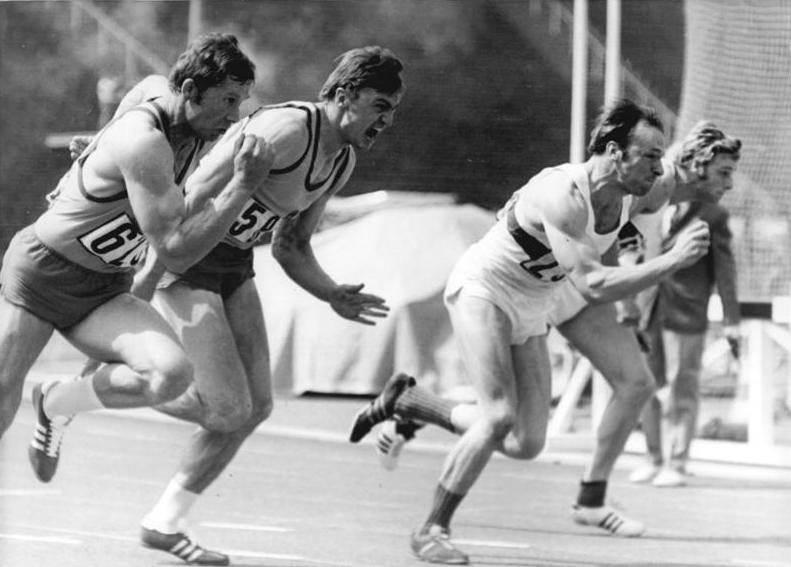
Wessel (li.) bei den DDR-Meisterschaften 1971.

Herbert Wessel (* 12. März 1944 in Königsberg) ist ein deutscher Leichtathlet und Olympiateilnehmer, der für die DDR startend bei den Europameisterschaften 1969 die Silbermedaille im Zehnkampf gewann (7828 Punkte = 7683 Punkte nach der Tabelle von 1985: 10,9 s – 7,37 m – 14,21 m – 1,98 m – 49,6 s – 15,4 s – 40,98 m – 4,60 m – 54,16 m – 4:37,0 min).
Bei den Olympischen Spielen 1968 gab er nach dem ersten Wettkampftag aufgrund einer Verletzung auf.
Bei den Europameisterschaften 1971 erreichte er den neunten Platz (7583 Punkte = 7520 Punkte nach der Tabelle von 1985: 11,17 s – 7,12 m – 14,70 m – 1,86 m – 49,8 s – 15,46 s – 44,52 m – 4,60 m – 55,70 m – 4:57,8 min).
Herbert Wessel wurde 1968 und 1971 DDR-Meister im Zehnkampf, 1969 und 1970 wurde er jeweils Zweiter hinter Rüdiger Demmig.
Wessel startete für den ASK Potsdam. Zu seiner Wettkampfzeit war es 1,81 m groß und 84 kg schwer.
| Personendaten    | Personendaten                                |
| ---------------- | -------------------------------------------- |
| NAME             | Wessel, Herbert                              |
| KURZBESCHREIBUNG | deutscher Leichtathlet und Olympiateilnehmer |
| GEBURTSDATUM     | 12. März 1944                                |
| GEBURTSORT       | Königsberg                                   |